# Rooh Afza
Rooh Afza (ourdou : روح افزا ; hindi : रूह अफ़ज़ा ; bengali : রূহ আফজা ; en français « rafraîchisseur de l'âme ») est un sirop concentré de différentes plantes. Il a été créé en 1906 à Ghaziabad, dans le nord de l'Inde (alors les Indes britanniques) par Hakim Hafiz Abdul Majeed,,, et lancé depuis Old Delhi. Actuellement, le Rooh Afza est fabriqué par les sociétés fondées par ses fils et lui, Hamdard Laboratories, Inde, Hamdard Laboratories (Waqf) Pakistan et Hamdard Laboratories (WAQF), Bangladesh. Depuis 1948, la société fabrique le produit en Inde, au Pakistan et au Bangladesh.
D'autres entreprises fabriquent également dans ces pays une recette équivalente non brevetée. La recette Unani spécifique de Rooh Afza combine plusieurs ingrédients généralement considérés comme rafraichissants, tels que la rose, qui est utilisée pour remédier aux effets des Loo (les vents chauds d'été du nord du sous continent indien). La boisson est généralement associée au mois de Ramadan, au cours duquel elle est généralement consommée pendant l'iftar. Elle est vendue sous forme de sirop pour aromatiser les sorbets, les boissons lactées froides, les glaces et les desserts froids comme le populaire falooda. Le nom Rooh Afza est parfois traduit par "rafraîchissement de l'âme". On dit que ce nom a été inventé par le créateur original de la boisson, avec d'éventuelles influences culturelles,.

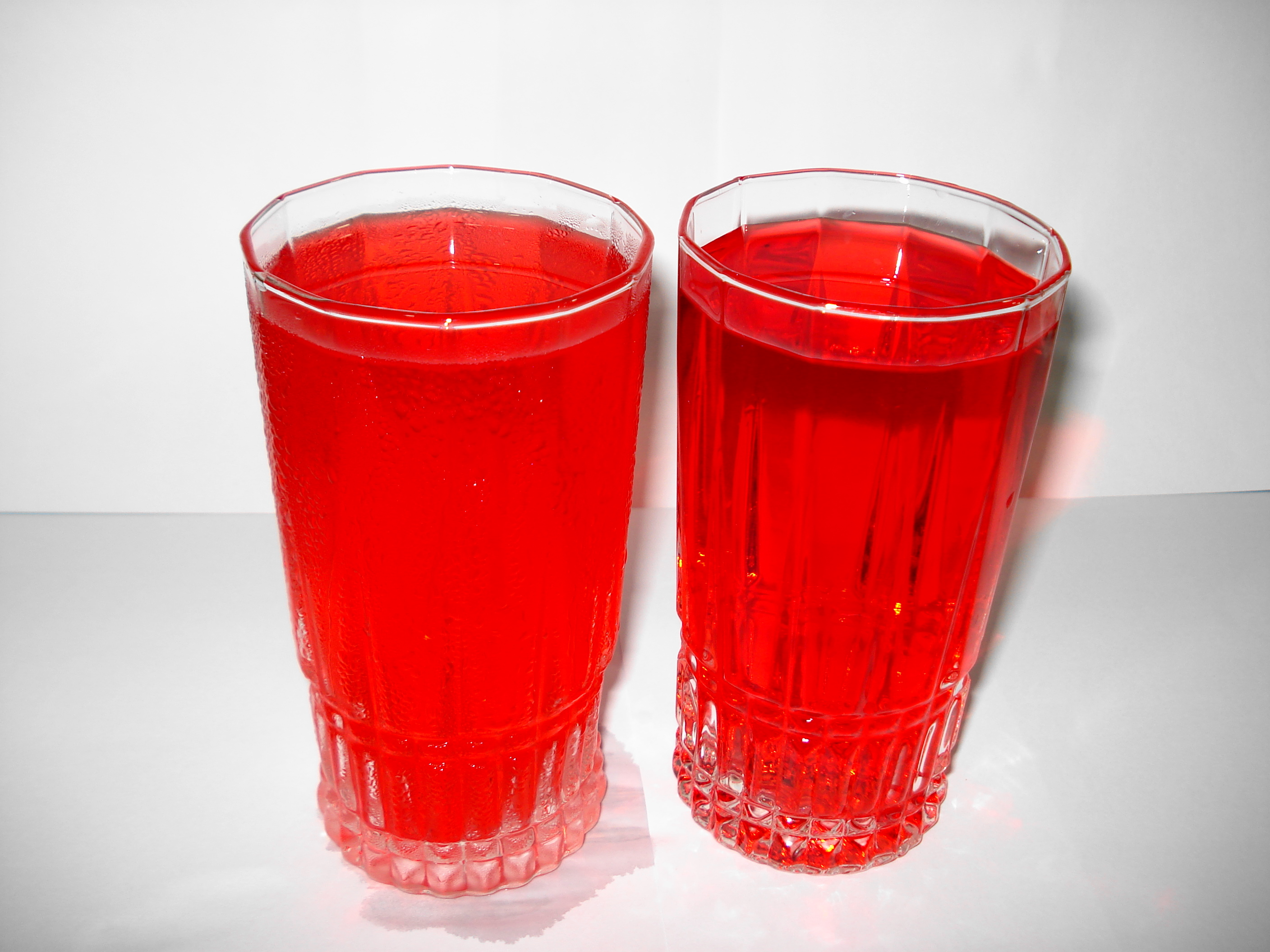
Une boisson sharbat à base de sirop de Rooh Afza.

En 2010, la chef Nita Mehta et l'actrice de cinéma indienne Juhi Chawla ont été embauchés pour des activités promotionnelles par les laboratoires Hamdard afin de créer de nouvelles recettes de cocktails sans alcool et de desserts pour Rooh Afza, leur boisson d'été toutes saisons, qui a été utilisée dans une nouvelle campagne publicitaire.

## Histoire
Le Rooh Afza a été créé par le fondateur de Hamdard, Hakim Hafiz Abdul Majeed. En 1906, il voulait créer un mélange d'herbes qui aiderait les habitants de Delhi à rester au frais en été. Il a sélectionné des herbes et des sirops de la médecine traditionnelle Unani et a créé une boisson qui aiderait à contrer les coups de chaleur et à prévenir la perte d'eau chez les personnes. Un artiste, Mirza Noor Ahmad, a conçu les étiquettes de Rooh Afza dans de nombreuses couleurs en 1910. Petit à petit la recette originale a évolué jusqu'à l'émergence de la boisson finale.
Après la mort de Majeed 15 ans plus tard, sa femme Rabea Begum a créé une fiducie caritative au nom d'elle-même et de leurs deux fils.
Après la partition de l'Inde en 1947, alors que le fils aîné, Hakim Abdul Hameed, est resté en Inde – le fils cadet, Hakim Mohammad Said, a émigré au Pakistan le 9 janvier 1948 et a créé une société Hamdard distincte à partir de deux pièces louées dans le quartier d'Arambagh (alors et initialement Ram Bagh) à Karachi,. Hamdard Pakistan est finalement devenu rentable en 1953. Hakim Mohammad Said avait ouvert une succursale de Hamdard dans l'ex-Pakistan oriental. Selon la fille de Hakim Mohammad Said, Sadia Rashid, présidente de Hamdard Pakistan en 2019, son père a fait don de l'entreprise au peuple du Bangladesh après son indépendance en 1971. 

## Composition
Sa composition originale comprenait :
- Herbes :
  - Deepak ou graines de khurfa (Portulaca oleracea),
  - Chicorée,
  - Raisin sec de variété de cuve (Vitis vinifera),
  - Nénuphar blanc (Nymphaea alba),
  - Nénuphar bleu (Nymphaea nouchali),
  - Lotus (Nelumbo),
  - Bourrache,
  - Coriandre,
  - Romarin,

- Fruits :
  - Orange,
  - Cédrat,
  - Ananas,
  - Pomme,
  - Baies,
  - Fraise,
  - Framboise,
  - fruit de ronce (mûre),
  - Mûre,
  - Cerise,
  - Raisins Concord,
  - Cassis,
  - Pastèque

- Légumes :
  - Épinard,
  - Carotte,
  - Menthe,
  - Courge éponge ( Luffa aegyptiaca )

- Fleurs :
  - Rose,
  - Eau de Pandanus ou kewrah (Pandanus fascicularis),
  - Fleur de citronnier,
  - Fleur d'oranger

- Racines:
  - Vétiver ( Chrysopogon zizanioides )

## Préparation
Le sirop Rooh Afza est généralement servi mélangé avec du lait froid et de la glace; l'équivalent occidental le plus proche est le lait aromatisé au sirop de fraise. Rooh Afza est souvent préparé dans le cadre de l'Iftar (le repas du soir pour rompre le jeûne ou roza ), pendant le Ramadan  (le mois sacré du jeûne pour les musulmans). Le concentré peut également être mélangé avec de l'eau, qui est une préparation courante pendant l'été chaud pakistanais. Lorsqu'il est mélangé avec de l'eau, la boisson finale est un type de sharbat. Le sirop Rooh Afza est souvent mélangé avec de la crème glacée Kulfi et des vermicelles pour faire une version similaire du dessert iranien populaire Faloodeh.

## Procès et amende au Bangladesh
Sur plainte pour de fausses informations, des publicités trompeuses et la publication de fausses informations sur le site Web, l'inspecteur de la sécurité alimentaire Kamrul Hassan a déposé une plainte contre Hamdard Laboratories Bangladesh le 30 mai 2018. Dans l'affaire, il mentionne que les informations publiées dans la publicité avec "Rooh Afza fait avec 35 jus de fruits" ne sont pas correctes. Le 12 juin de la même année, le juge Maruf Chowdhury (de la cour jugeant les affaires alimentaires) a infligé une amende de quatre lakhs taka à la société pour avoir publié des publicités trompeuses. S'il n'était pas en mesure de payer l'amende, le président-directeur général de Hamdard serait puni de trois mois d'emprisonnement.

## Variantes
Hamdard Laboratories India a lancé deux variantes prêtes à boire en Inde, à savoir RoohAfza Fusion et RoohAfza Milkshake,,,.